# 杉本公雄
杉本 公雄（すぎもと きみお、1957年10月15日 - ）は、日本の元バレーボール選手。

## 来歴
千葉県船橋市出身。習志野高校を経て、1976年に富士フイルムに入社。185センチとアタッカーとしては小柄ながら、サウスポーでの強力なスパイクを武器に活躍した。1984年ロサンゼルス五輪、1988年ソウル五輪に出場し、ソウル五輪では主将を務めた。左利きながらレフトからのオープンスパイクを得意としていた。

## 球歴
- 全日本としての主な国際大会出場歴
  - オリンピック - 1984年、1988年
  - 世界選手権 - 1982年、1986年
  - ワールドカップ - 1981年、1985年

## 受賞歴
- 1981年 - 第14回日本リーグ ベスト6
- 1982年 - 第15回日本リーグ ベスト6
- 1985年 - 第18回日本リーグ 最優秀選手・サーブ賞・ベスト6
- 1986年 - 第19回日本リーグ ベスト6
- 1986年 - 第35回黒鷲旗 ベスト6